# Карвала
Карвала (фин. Saarela, Karvala) — деревня в Виллозском городском поселении Ломоносовского района Ленинградской области.

## История
На шведской «Генеральной карте провинции Ингерманландии» 1704 года, составленной по материалам 1678 года, обозначена деревня Kaupala.
Деревня Коупала нанесена на «Географическом чертеже Ижорской земли» Адриана Шонбека 1705 года.
Затем на карте Санкт-Петербургской губернии Я. Ф. Шмидта 1770 года обозначена деревня Карволово.
Деревня являлась вотчиной императрицы Марии Фёдоровны из которой в 1806—1807 годах были выставлены ратники Императорского батальона милиции.
На «Топографической карте окрестностей Санкт-Петербурга» Военно-топографического депо Главного штаба 1817 года упомянута деревня Карволова, состоящая из 18 крестьянских дворов и рядом с ней на горе пасторат.
На карте Санкт-Петербургской губернии Ф. Ф. Шуберта 1834 года обозначены две деревни: Карвала и Карвала (Текконник).

КОРВАЛА — деревня принадлежит Ведомству красносельской удельной конторы, число жителей по ревизии: 55 м. п., 54 ж. п. (1838 год)

В пояснительном тексте к этнографической карте Санкт-Петербургской губернии П. И. Кёппена 1849 года она записана как деревня Saarela oder Karwala (Корвала) и указано количество её жителей на 1848 год: савакотов — 28 м. п., 21 ж. п., всего 49 человек, эвремейсов — 30 м. п., 33 ж. п., всего 63 человека.
Согласно карте профессора С. С. Куторги 1852 года деревня Карвала состояла из 20 дворов.

КАРВАЛИ — деревня Красносельского удельного имения, по почтовому тракту, число дворов — 26, число душ — 59 м. п. (1856 год)

Согласно «Топографической карте частей Санкт-Петербургской и Выборгской губерний» 1860 года деревня Карвала насчитывала 26 дворов.

КАРВАЛА — деревня удельная при Кирхгофской высоте, число дворов — 23, число жителей: 39 м. п., 44 ж. п.; Лютеранская кирка. (1862 год)

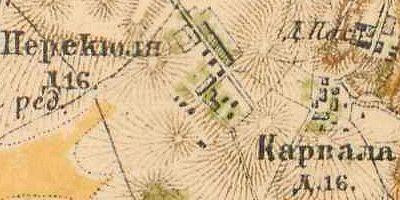
Деревня Карвала на карте 1885 года

В 1885 году деревня Карвала насчитывала 16 дворов.
В конце XIX — начале XX века деревня административно относилась к Дудергофской волости 3-го стана Царскосельского уезда Санкт-Петербургской губернии. По приходским данным население деревни было исключительно финским.
К 1913 году количество дворов в деревне Карвала не изменилось.
С 1917 по 1923 год деревня Карвала входила в состав Пикколовского сельсовета Дудергофской волости Детскосельского уезда.
С 1923 года в составе Дудергофского сельсовета Красносельской волости Троцкого уезда.
Согласно данным переписи населения СССР 1926 года в деревне Карвала проживал 141 человек — большинство финны, а также русские.
С 1927 года в составе Урицкого района.
В 1928 году население деревни Карвала также составляло 141 человек.
С 1930 года в составе Ленинградского Пригородного района.
По данным 1933 года деревня Карвала входила в состав Дудергофского финского национального сельсовета Ленинградского Пригородного района. Кроме деревни в состав сельсовета входил ещё выселок Мурьяла.
С 1936 года в составе Красносельского района.

План деревни Карвала. 1939 год

С 1939 года в составе Горского сельсовета. Согласно топографической карте 1939 года деревня насчитывала 32 двора.
С 1 августа 1941 года по 31 декабря 1943 года деревня находилась в оккупации.
С 1955 года в составе Ломоносовского района.
С 1963 года в составе Гатчинского района.
С 1965 года вновь в составе Ломоносовского района. В 1965 году население деревни Карвала составляло 111 человек.
По данным 1966 года деревня называлась Корвала и входила в состав Горского сельсовета.
По данным 1973 и 1990 годов деревня называлась Карвала и также входила в состав Горского сельсовета.
В 1997 году в деревне Карвала Горской волости проживали 28 человек, в 2002 году — 11 человек (русские — 91 %), в 2007 году — 17.

## География
Деревня расположена в юго-восточной части района на автодороге 41К-637 (подъезд к дер. Ретселя), к востоку от административного центра поселения деревни Виллози и к югу от горы Кирхгоф.
Расстояние до административного центра поселения — 4,5 км.
Расстояние до ближайшей железнодорожной станции Дудергоф — 2,5 км.

## Демография
| 1862 | 2002 | 2007 | 2010 | 2017 |
| ---- | ---- | ---- | ---- | ---- |
| 83   | ↘11  | ↗17  | ↘15  | ↘14  |

## Садоводства
Можайское.